# Romulus und Remus

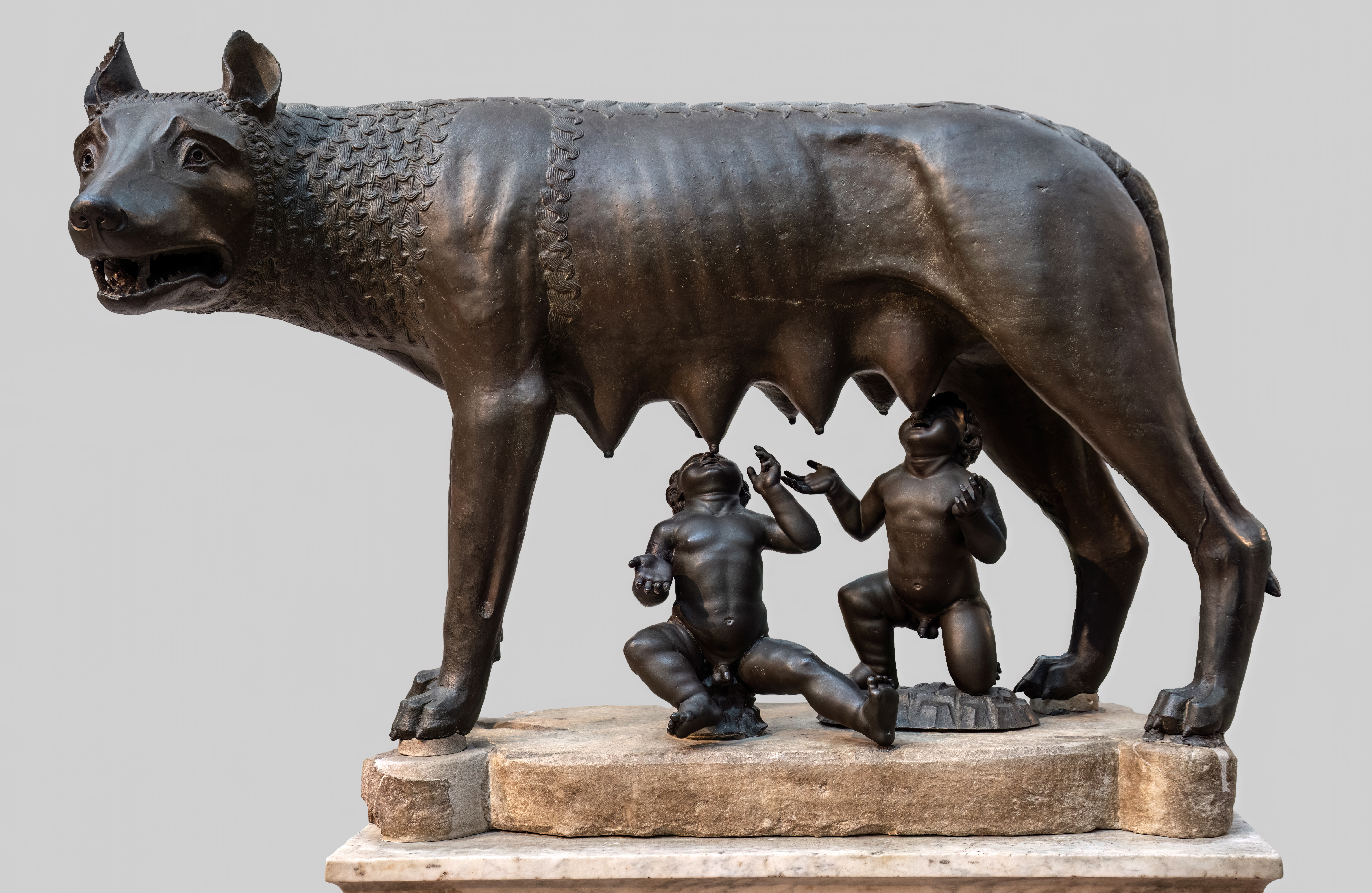
Die kapitolinische Wölfin säugt die Knaben Romulus und Remus (diese wurden später zu der Figur hinzugefügt)

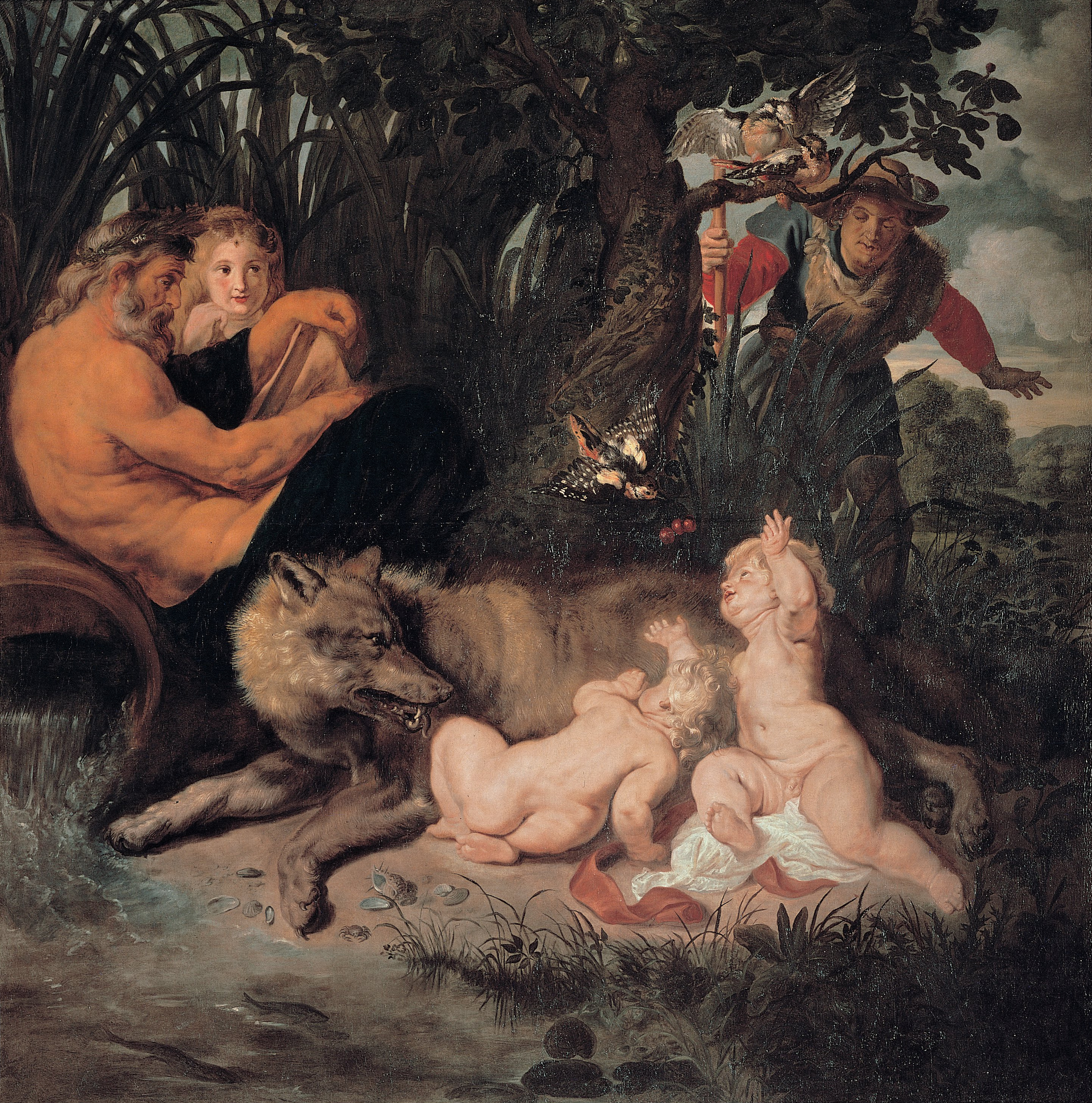
Romulus und Remus, Gemälde von Peter Paul Rubens

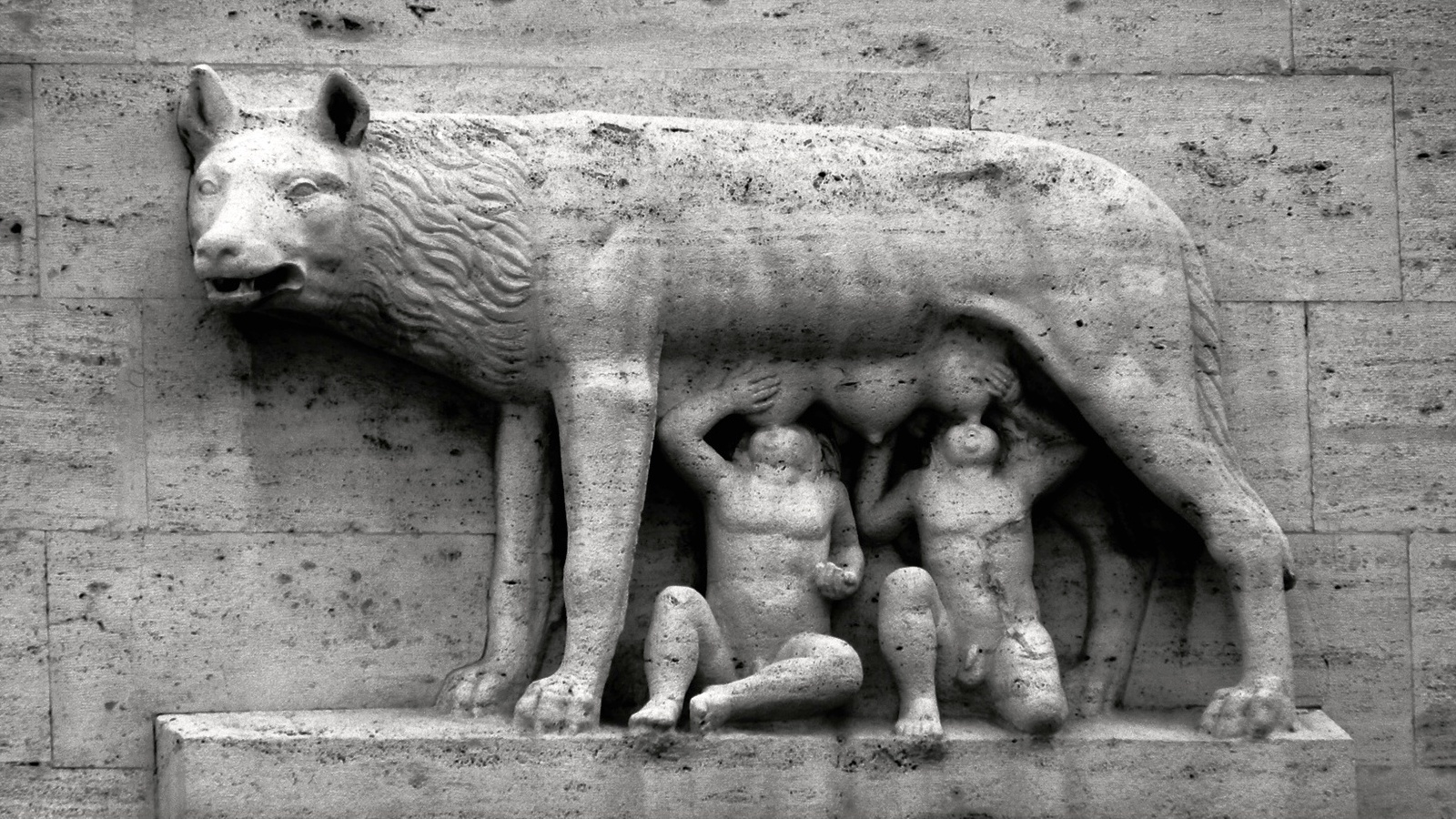
Romulus und Remus, Bauplastik in Rom

Romulus und Remus waren nach der römischen Mythologie die Gründer der Stadt Rom im Jahre 753 v. Chr. Sie waren nach der Sage die Kinder des Kriegsgottes Mars und der Priesterin Rhea Silvia.

## Überlieferung
Eine erste Nennung von Romulus wird in der Erwähnung eines „Rhomylos“ als Sohn des Aeneas gesehen. Er sei der Vater des Stadtgründers „Rhomos“ gewesen. Nach Plutarchs Biografie des Romulus hat Diokles von Peparethos den Mythos zum ersten Mal schriftlich niedergelegt. Dem Diokles folgte über weite Strecken auch der erste römische Historiker, sein Zeitgenosse Fabius Pictor, wobei er den Mythos nun aus römischer Sicht schilderte. Fabius Pictors Text ist nicht unmittelbar, sondern nur durch die Wiedergaben bei Plutarch und Dionysios von Halikarnassos überliefert. Dabei nennt Dionys noch weitere Geschichtsschreiber, die die Version des Quintus Fabius übernommen hätten. Plutarch und Dionysios von Halikarnass schreiben – wie Fabius Pictor – griechisch, die Geschichte geben beide allerdings unterschiedlich wieder (siehe unten).
Auch die Origo gentis Romanae bringt diese Sage, berichtet aber, dass Fabius Pictor und Vennonius geschrieben hätten, dass Rhea Silvia beim Wasserholen für kultische Handlungen von einem Gewitter überrascht worden sei, das ihre Begleiterinnen vertrieben habe. In diesem Gewitter sei Mars erschienen und habe sie vergewaltigt. Der Originaltext des Fabius lässt sich aus den Wiedergaben Plutarchs und des Dionysios aber nicht herauspräparieren.
Der Stoff von den Zwillingen beruht auf einer latinischen Tradition, in der auch die Wölfin und der Specht heilige Tiere waren und in der auch die Vergewaltigung der Ilia durch Mars als Zeugung der Zwillinge überliefert wurde. Das Motiv der Aussetzung von Säuglingen war allerdings kein italischer Stoff, sondern ist bereits aus der alttestamentlichen Erzählung Exodus 2,1–10  bekannt. Die Erzählung des Fabius stellt also ein Konglomerat von vielen Mythen bzw. Berichten griechischer, italischer und anderer mittelmeerischer Herkunft dar.

## Die Sage von Romulus und Remus

### Aussetzung und Rettung

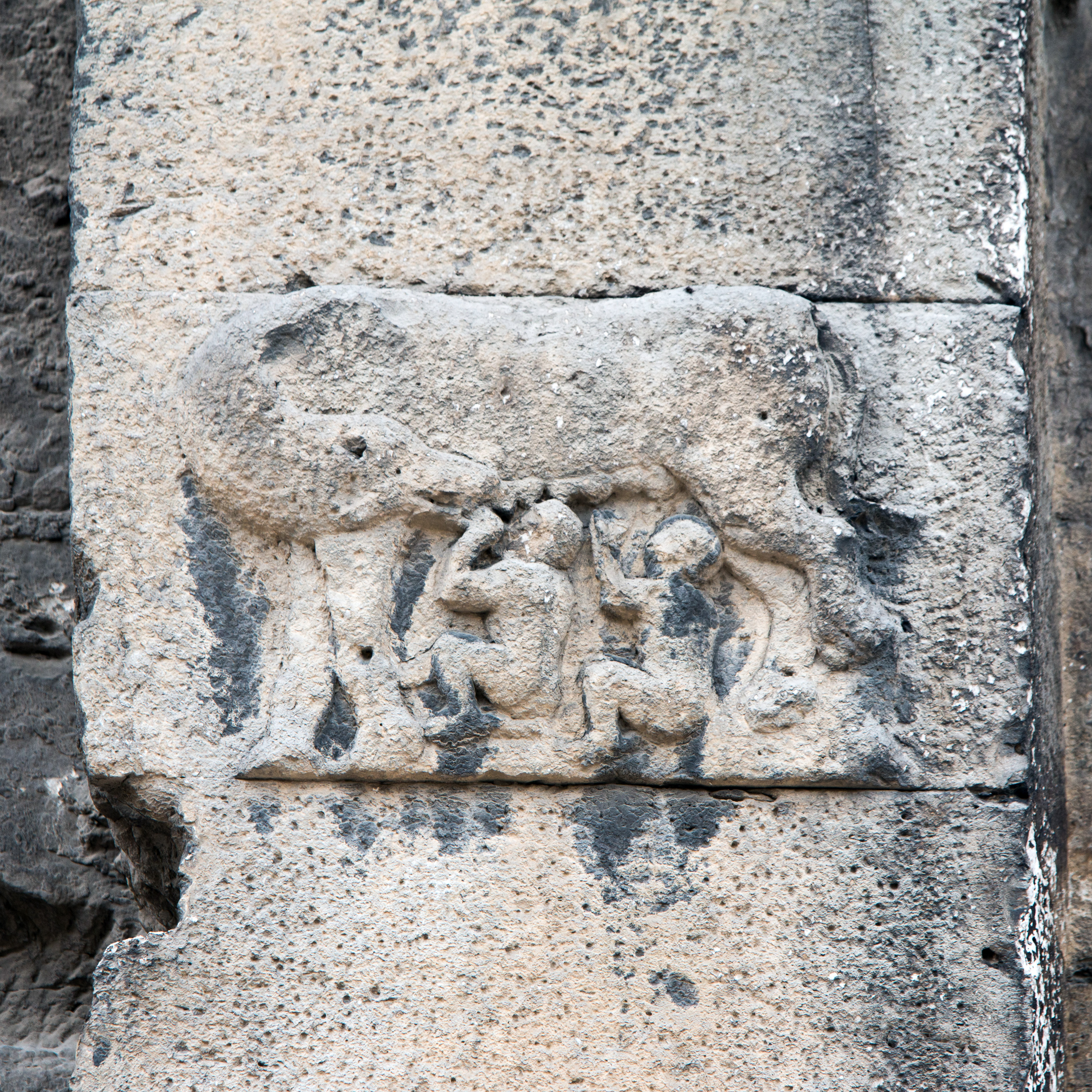
Die säugende Wölfin blickt herab zu den Zwillingen. Relief an der Fassade des Amphitheaters von Nîmes, um 100 n. Chr.

#### Version des Plutarch
In der Version von Plutarch hatte Amulius, der König von Alba Longa, seinen älteren Bruder Numitor vom Thron gestürzt. Dessen Tochter Rhea Silvia – auch Ilia genannt – zwang er, Vestalin zu werden. So wollte Amulius verhindern, dass in der Familie des Bruders Nachfahren entstünden, die seinen Thron gefährden könnten. Mars stieg jedoch zu ihrem Tempel hinab, vergewaltigte sie, und sie empfing von ihm die Zwillinge Romulus und Remus.
Nach deren Geburt wurden die Kinder auf Amulius’ Befehl in einem Weidenkorb auf dem Tiber ausgesetzt und Ilia ins Gefängnis gebracht. Der Tiber führte jedoch gerade Hochwasser, und als das Wasser zurückging, strandete die Wanne am Ficus Ruminalis im Schlamm. Eine vom Schreien der Kinder angelockte Wölfin (Mamma Lupa) brachte sie in ihre Höhle und säugte sie. Ein Specht brachte ihnen zusätzlich Nahrung. Sie wurden jedoch von König Amulius’ Hirten Faustulus entdeckt. Faustulus, der Schweinehirt des Hofes, und seine Frau nahmen daraufhin die Kinder auf und zogen sie groß, ohne zu wissen, wer sie waren. (Dieser Abschnitt der Legende zeigt – wie auch in der im Folgenden genannten Version – eine auffallende Parallele zur Erzählung von Phylonome und ihren Zwillingssöhnen Lykastos und Parrhasios.)
Romulus und Remus gerieten eines Tages in Streit mit den Hirten von Numitor und jagten ihnen sogar etwas von deren Vieh ab. Als Romulus einmal mit einem Opfer beschäftigt und Remus mit geringer Begleitung unterwegs war, trafen die Hirten des Numitor auf Remus und nahmen ihn gefangen. Er wurde Numitor vorgeführt und Remus berichtete, was er inzwischen über seine und seines Bruders Herkunft erfahren hatte. Daraufhin ahnte Numitor die Zusammenhänge. Als Faustulus von Remus’ Gefangenschaft erfuhr, weihte dieser auch Romulus in dessen Herkunftsgeschichte ein und spornte ihn an, Remus zu befreien. Er selbst wollte zu Numitor eilen, wurde aber abgefangen und zu Amulius gebracht. Unter Folter gestand er diesem so viel, dass Amulius den Numitor fragen ließ, ob dessen Enkel trotz Aussetzung noch lebten. Es brach ein Aufstand in der Stadt aus, als Romulus zur Befreiung seines Bruders ankam. So wurde der Tyrann Amulius gestürzt und getötet.

#### Version des Dionysios von Halikarnassos
Dionysios von Halikarnassos’ Version beginnt beim Befehl des Amulius, die Zwillinge in einem Korb auf einem Fluss auszusetzen. Der Korb strandete, und eine Wölfin hielt ihnen ihre Zitzen hin und säugte sie. Hirten hätten die Wölfin beobachtet und die Kinder gefunden. Die Wölfin habe sich dann entfernt, und die Hirten hätten die Zwillinge gerettet. Der Aufseher der königlichen Schweinehirten Faustulus, der gerade von der Entehrung der Ilia, ihrer Niederkunft und der Aussetzung ihrer Zwillinge erfahren hatte, habe die Zwillinge an sich genommen, ohne irgendjemandem von dem Zusammenhang etwas zu erzählen. Er habe ihnen die Namen Romulus und Remus gegeben. Sie seien ebenfalls Hirten geworden.
Als sie 18 Jahre alt geworden seien, habe es Streit zwischen ihnen und den Hirten des Numitor um Weideland zwischen dem Palatin und dem Aventin gegeben. Die Zwillinge hätten die Hirten des Numitor gewaltsam vertrieben. Diese hätten daraufhin den beiden eine Falle gestellt und deren Herden nachts überfallen. Da Romulus aber gerade wegen eines Opfers abwesend gewesen sei, hätten sie nur Remus gefangen und nach Alba gebracht. Romulus habe sofort die Verfolgung aufnehmen wollen, sei aber von Faustulus davon abgehalten worden. Faustulus habe ihm daraufhin seine Herkunft mitgeteilt. Daher habe sich Romulus entschlossen, eine größere Streitmacht zu sammeln, um gegen Amulius vorzugehen. Remus sei zu Numitor gebracht worden. Dieser habe ihm dann jegliche Strafe unter der Bedingung erlassen, dass er ihm gegen Amulius helfe. Dabei habe er auch vom traurigen Schicksal seiner Tochter und der erzwungenen Aussetzung der Zwillinge erzählt. Dann habe er einen Boten zu Romulus geschickt, damit dieser sich dem Kampf anschließen möge, was er auch getan habe.
Romulus habe dann Numitor das erzählt, was er von Faustulus erfahren hatte, und nun wusste Numitor, dass er seinen Enkel gefunden hatte. Faustulus, der von dieser Wendung der Dinge nichts gewusst habe, sei mit dem Korb, in dem die Zwillinge ausgesetzt waren, zur Stadt geeilt, um Numitor aufzuklären, sei aber von den Wachen des Amulius festgenommen worden. Diesem habe er die ganzen Umstände erzählen müssen. Amulius habe dann den Faustulus nach dem Aufenthaltsort befragt, weil er nunmehr die durch göttlichen Beistand geretteten Verwandten nicht länger Hirten sein lassen wolle. Faustulus habe Verdacht geschöpft, dass er sie in Wahrheit habe töten wollen, und ihm einen Ort in den Bergen genannt. Amulius habe Faustulus daraufhin mit einigen zuverlässigen Männern losgeschickt, denen er vorher heimlich den Befehl gegeben habe, die beiden Hirten gefangen zu nehmen und zu ihm zu bringen. Dann wollte er Numitor unter Arrest stellen, bis er die Situation mit den Zwillingen in seinem Sinne geregelt hätte, und sandte einen Boten zu Numitor mit der Bitte, zu ihm zu kommen. Der Bote habe aber dem Numitor den Plan des Amulius verraten. Daraufhin seien Numitor und die Zwillinge mit vielen Kriegern und den Bürgern der Stadt zum Palast geeilt, hätten ihn gestürmt und Amulius getötet.

### Gründung der Stadt Rom
Zum Dank gestattete Numitor Romulus und Remus an der Stelle, an der sie ausgesetzt worden waren (am Fuße des Hügels Palatin), eine Stadt zu gründen. Romulus und Remus gerieten jedoch in Streit, als sie mit Hilfe eines Adlerflug-Orakels (Auspizien) bestimmen wollten, wer der Bauherr und damit der Namensgeber der Stadt sein würde. Jeder von beiden schaute von einem anderen Hügel aus auf die Adler. Am Ende behaupteten beide Recht zu haben. Remus sah sechs Adler und Romulus zwölf.
Romulus siegte, da er mehr Anhänger hinter sich versammeln konnte. Unverzüglich zog er die heilige Furche, die die Größe der Stadt bestimmte, und begann mit dem Anlegen von Stadtgraben und Mauer. Der unterlegene Remus verspottete ihn und sprang über die noch niedrige Begrenzung in die Anlage hinein. Das war eine schwere Verletzung von Recht und Gesetz, weil eine Stadtmauer als heilig galt. Aufgebracht erschlug Romulus seinen Bruder mit den Worten „So möge es jedem ergehen, der über meine Mauern springt!“
Gegründet wurde Rom laut Titus Livius am 21. April 753 v. Chr. Nach der Ermordung seines Bruders herrschte Romulus über die Stadt. Allerdings wurde Remus mit seinem Schwert an seinem Thron verewigt.

### Der Raub der Sabinerinnen

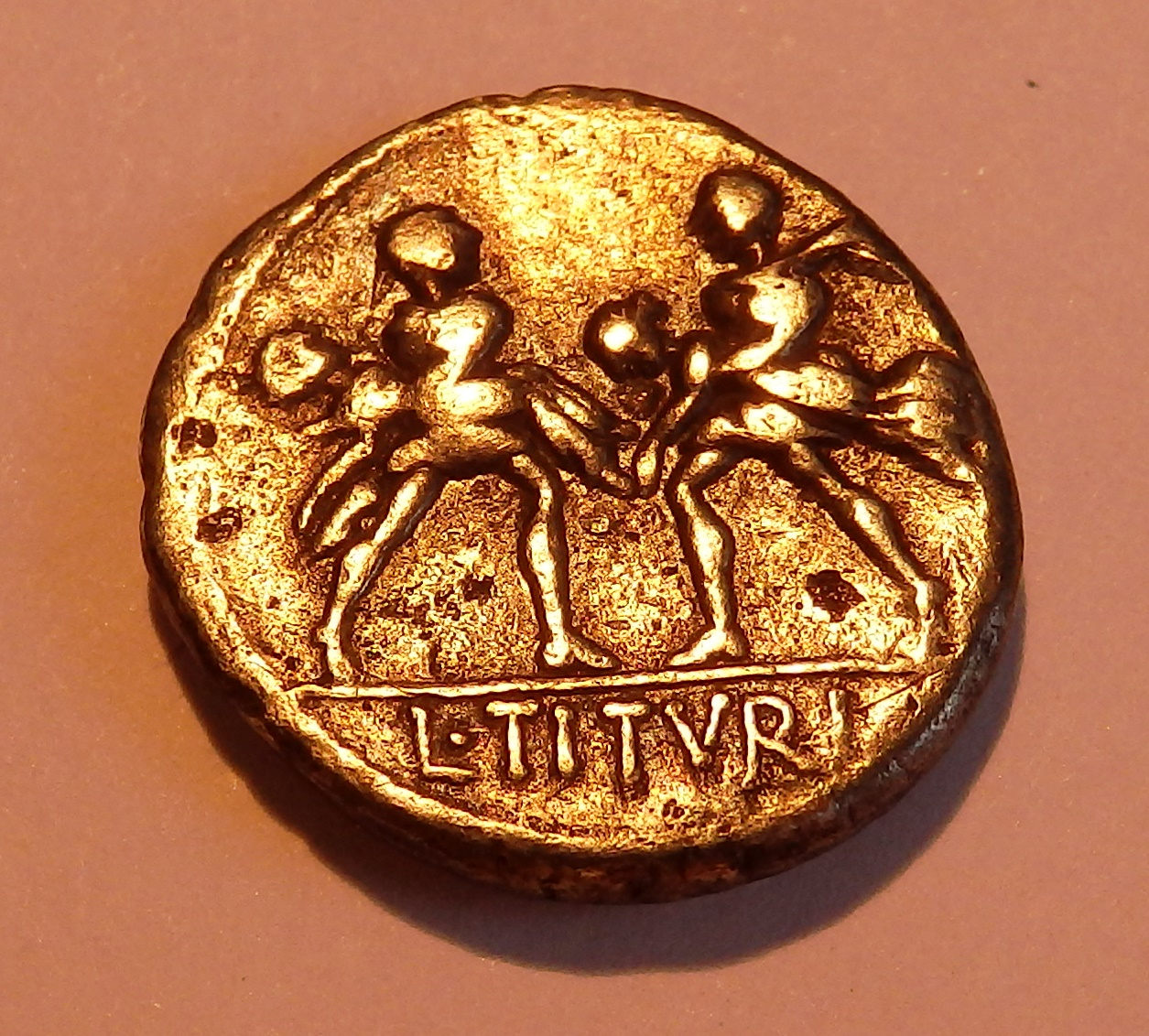
Raub der Sabinerinnen auf einem römischen Denar des Jahres 89 v. Chr., Albert 1198

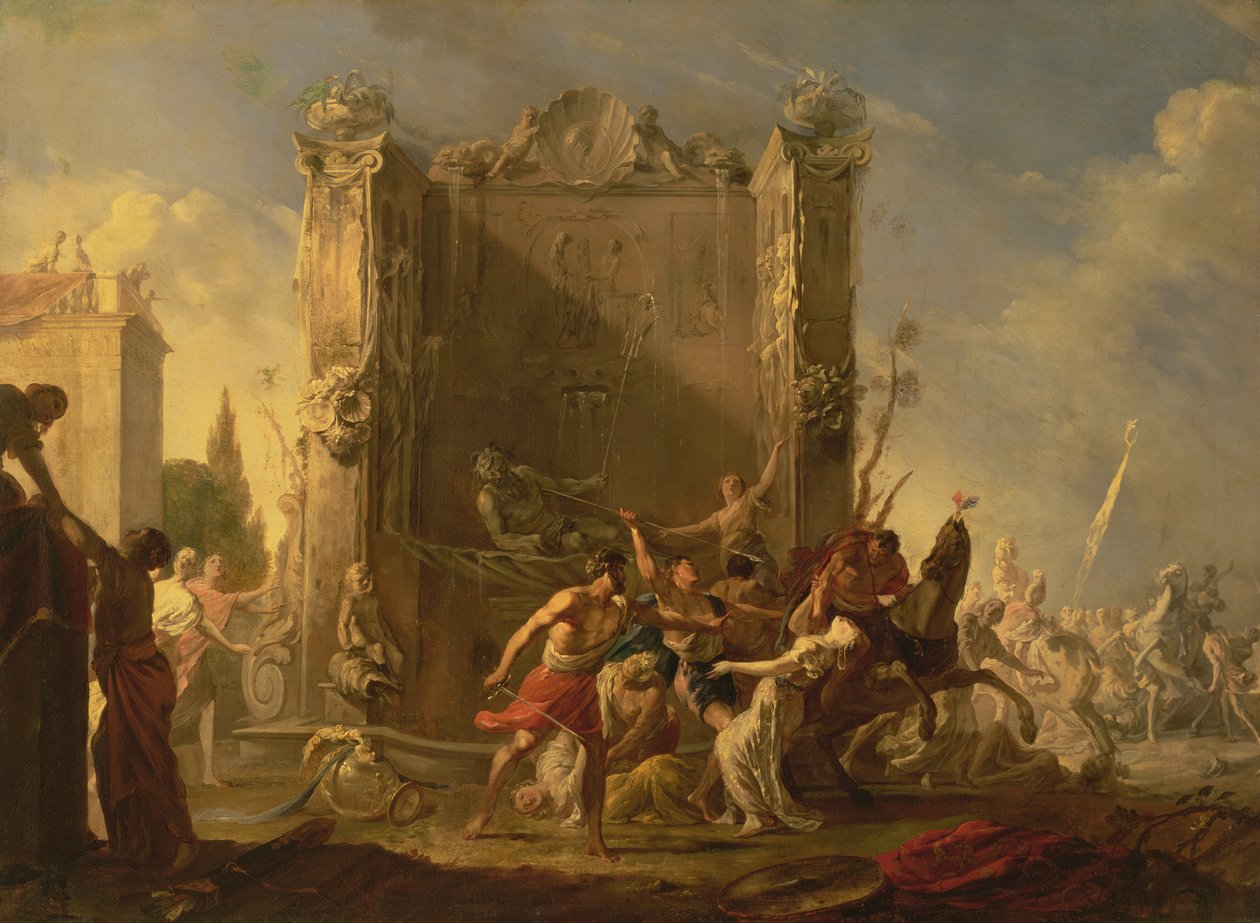
Raub der Sabinerinnen; Gemälde von Johann Heinrich Schönfeld, Öl auf Leinwand, um 1640, Eremitage, Sankt Petersburg

In die neue Stadt kamen viele Vertriebene, Flüchtlinge und Verbannte. Da die meisten von ihnen Männer waren, mangelte es an Frauen.
Um dieses Problem zu lösen, verwendete Romulus eine List und lud die Bewohner der benachbarten Städte zu einem großen Kampfspiel zu Ehren des Neptun ein. Mitten im Spiel stürzten sich die römischen Krieger auf die kaum bewaffneten Gäste und sprengten sie auseinander. Dabei ergriffen sie alle unverheirateten Mädchen, derer sie habhaft werden konnten. Die Brüder und Väter schworen Rache. Die Mädchen, von denen die meisten Sabinerinnen waren, ließen sich jedoch eine nach der anderen zur Heirat bewegen.
Als die Sabiner später mit einem starken Heer kamen und sich mit den Römern eine Schlacht lieferten, drängten sich die Frauen auf das Schlachtfeld und baten darum, den um sie geführten Kampf zu beenden, da auf der einen Seite ihre Brüder und Väter, auf der anderen ihre Männer und Kinder sterben würden. Ihre Bitten hatten schließlich Erfolg, Romulus und Titus Tatius, Herrscher der Sabiner, reichten einander die Hand. Die Kämpfer verbrüderten sich, und Römer und Sabiner verschmolzen ihren Staat unter der Doppelherrschaft von Romulus und Titus Tatius.

„Der antiken Erzählung folgend gelang es Romulus durch seine List, anschließende Kämpfe und einen durch die Sabinerinnen erzwungenen Friedensschluss, die palatinische und die quirinalische Ansiedlung zum ‚Populus Romanus Quiritium‘ zu vereinen. Er und der Sabinerkönig Titus Tatius regierten fortan gemeinsam. Auf der ursprünglichen Ansiedlung der Sabiner, dem Hügel, der dem Sabinischen Kriegsgott Quirinus geweiht war, wurde nach der Vereinigung beider Völker das Capitolium errichtet. Hier habe der Tempel des Quirinus (Saturn) gestanden, der vom sabinischen Volk besonders verehrt wurde.“

### Romulus’ Ende
Romulus regierte 37 Jahre. Während einer Heerschau auf dem Marsfeld vor der Stadt kam es zu einer Sonnenfinsternis. Ein gewaltiger Orkan entstand, und Romulus verschwand vor den Augen der anderen in den schwarzen Wolken: Mars war gekommen, um seinen Sohn in den Kreis der Himmlischen zu entführen. Romulus wurde zum Gott Quirinus; eine Legende, hinter deren Komponenten sich vielleicht Reminiszenzen an ein archaisches Wetterritual verbergen mögen, da auffällige Parallelen zu den ganz ähnlich gearteten Traditionen um die Vergöttlichungen des Aeneas, Latinus, Aventinus, Aremulus Silvius, Titus Tatius und Tullus Hostilius bestehen.
Nach einer anderen Legende wurde Romulus als Tyrann von den römischen Senatoren erschlagen.

## Deutungsmöglichkeiten
Der Wolf – wie auch der Specht – war ein Tier des Gottes Mars. Möglicherweise war die Wölfin auch eine eigenständige Gottheit. Sie wurde in Rom als Liebesgöttin unter dem Namen Lupa verehrt. Vielleicht war das auch schon der Fall, bevor die Romulus-und-Remus-Legende entstand. Möglicherweise wurde die Geschichte den Zwillingen also erst später angedichtet, um ihre göttliche Herkunft zu unterstreichen. Erste figürliche Darstellungen der Wölfin mit den Zwillingen gehen auf die etruskische Zeit zurück.
Mit dem Wort „Lupae“ wurden nicht nur Wölfinnen, sondern auch die Priesterinnen der Lupa sowie Prostituierte bezeichnet (Siehe Acca Larentia).

## Wirkungsgeschichte

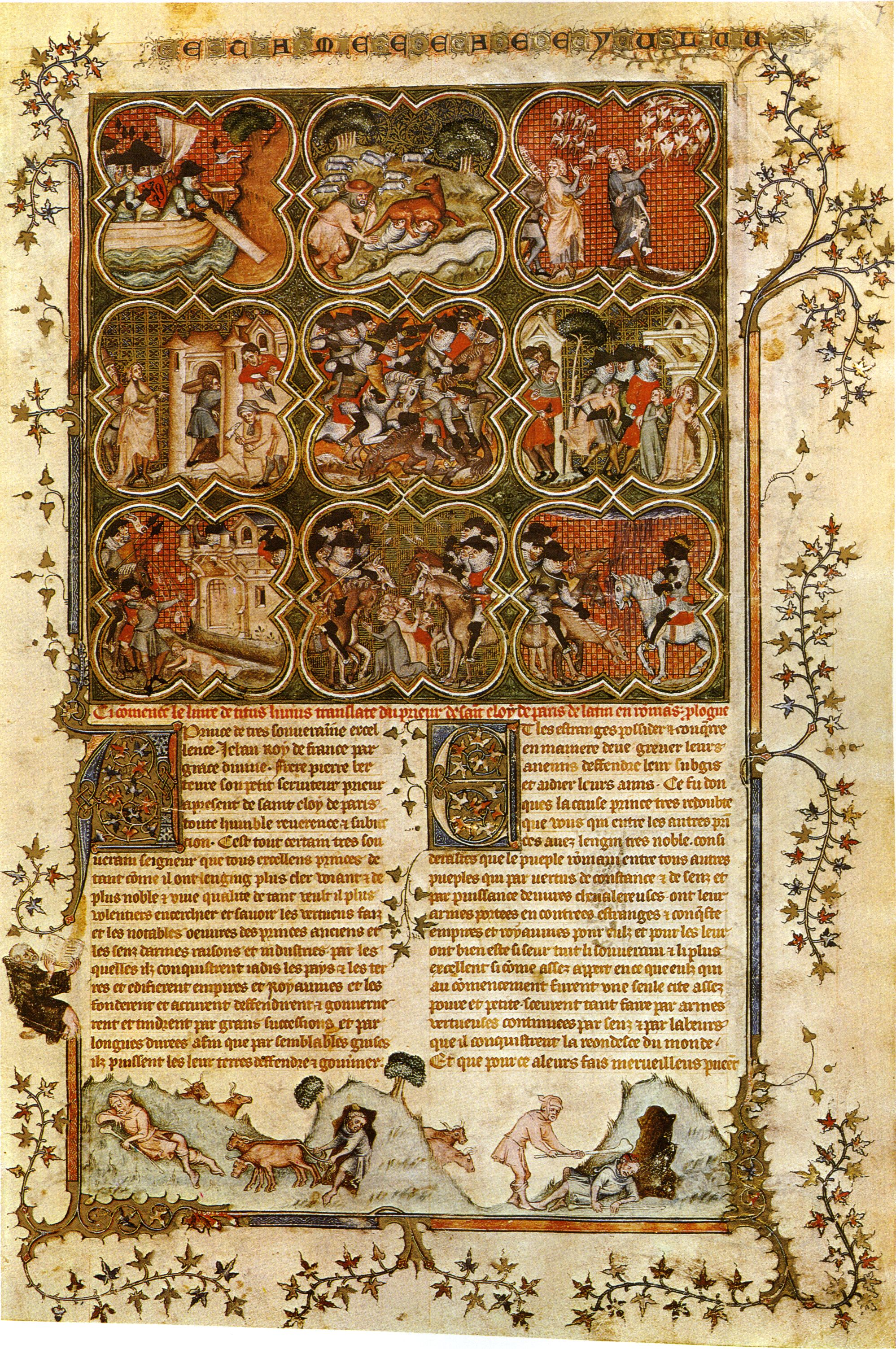
Buchmalerei in einer mittelalterlichen Handschrift von Teilen des Geschichtswerks des Livius in der französischen Übersetzung von Pierre Bersuire (Petrus Berchorius). Abgebildet sind Szenen der Gründung Roms und ihrer Vorgeschichte. Paris, Bibliothèque Sainte-Geneviève, Ms. 777, fol. 7r (um 1370)

Die Szene des Frauenraubes durch die Krieger des Romulus findet sich in der Kunstgeschichte oft sehr dramatisch dargestellt. Auf der Grundlage schriftlicher Quellen wird „Der Raub der Sabinerinnen“ (anhand eines venezianischen Gemäldes des 16. Jahrhunderts) ausführlich von Helga Wäß interpretiert. Die Autorin nennt in Anm. 14 der Publikation folgende Quellen:
- Livius, Ab urbe condita 1,8 ff.
- Plutarch, Romulus 4,13 ff.
- Vergil, Aeneis 8,636.

Im Trecento in Petrarcas De viris illustribus aufgenommen, finden sich im späten Cinquecento, als Dokumentation des humanistischen Bildungsguts der Renaissance von Interesse, bereits illustrierte Editionen der römischen Geschichte:
- Francesco Petrarca: De viris illustribus. I. De Romulo primo romanorum rege. Deutschsprachige illustrierte Ausgabe: Voss: Ankunft und Ursprung des römischen Reiches. Titus Livius und Lucius Florus. 1. Buch: Gründung Roms; Krieg mit den Sabinern. s. l. 1596.

Viele Feste gehen auf die Sage zurück, darunter die „Lupercalia“ (15. Februar), die beim „Lupercal“ gefeiert wurden, der Höhle, in der die Wölfin die beiden Kinder gesäugt haben soll. Wahrscheinlich steckt dahinter ein Fruchtbarkeitsritual, das im Jahr 494 n. Chr. zum Marienfest umgewandelt wurde.
Mit Romulus (Remus als der Unterlegene tritt stets zurück) verbanden die Römer später zahlreiche Einrichtungen und Örtlichkeiten, die zu ihrer Zeit existierten (z. B. den Senat, die Bezeichnung der Römer als Quiriten, der Tempel des Jupiter Stator). Romulus wurde so zum Gründer nicht nur der Stadt Rom, sondern auch des römischen Staatswesens stilisiert. Dabei sah man ihn selbst zeitweise (vor allem in der späten Republik) durchaus negativ, da er die Königsherrschaft begründet habe, die von der Republik abgelöst wurde. Unter Oktavian/Augustus kam es aber wieder zu einem positiveren Romulus-Bild. Der erste König Roms wurde in mancher Hinsicht zum Vorbild für den ersten römischen Kaiser, bis hin zur Erhebung unter die Götter nach dem Tod: Die Vergöttlichung des Augustus wurde nach dem direkten Vorbild des Romulus dargestellt.

## Weitere Verbreitung
Bruce Lincoln sieht die Wurzeln der Legende von Romulus und Remus in alten indoeuropäischen Mythen von Zwillingspaaren, wie sie in der indischen Tradition etwa durch Manu und Yama vertreten werden. Yama bezeichnet hierbei auch in der Namensbedeutung den Zwilling. Lincoln zufolge liegen eine zu erschließende proto-lateinische Form *yemos und deren Suffixform *yemonos dem lateinischen Wort geminus „Zwilling“ zugrunde. Durch alliterarische Angleichung des Wortanfangs an Romulus sei aus Yemus Remus geworden. Außerdem sieht er in der Erzählung eine Analogie zur Geschichte des biblischen Brüderpaars Kain und Abel, einem prototypischen Konflikt zwischen Hirten- und Bauernkultur.
Dass Kinder von Wölfinnen gesäugt werden, ist ein oft wiederkehrendes Motiv der Volkslegenden. Überhaupt ist das Märchen vom ausgesetzten Heldenkind weit verbreitet.
Kupfermünzen mit demselben Motiv einer Knaben säugenden Wölfin, wie es aus der Zeit des Kaisers Justinian (reg. 527–565) bekannt ist, wurden in Alt-Pandschakent (bei Pandschakent) und anderen sogdischen Orten im heutigen Usbekistan und Tadschikistan gefunden. Der Mythos könnte daher über Byzanz nach Zentralasien gelangt sein. Bemerkenswert ist die Darstellung des Mythos in fünf Szenen auf einem sechs Meter langen Wandbild aus dem 7./8. Jahrhundert, das sich im Palast der Stadt Bundschikat befand.
Das Runenkästchen von Auzon, eine angelsächsische Schnitzarbeit des frühen 7. Jahrhunderts aus einem Walknochen, zeigt Romulus und Remus in ungewöhnlicher Umgebung: Statt der lupa (Wölfin) finden sich hier zwei Wölfe, statt der Höhle oder Grotte am Tiber ein Wald, statt des Schweinehirten Faustulus vier kniende Krieger. Damit hat der Schnitzer den Zwillingen, die hier als Reise- und Kampfhelfer verehrt werden, die zwei Wölfe Odins (Woden) zugesellt und die Szene der germanischen Vorstellung entsprechend in den heiligen Hain verlegt. Die Darstellung dient zusammen mit fünf weiteren Motiven der magischen Absicht, das Schicksal (a. e.wyrd) des Besitzers, vermutlich eines heidnischen Kriegerkönigs, zu lenken.

## Sonstiges
Das Romuleische Jahr soll der Überlieferung nach ein zehnmonatiges Kalenderjahr zur Zeit von Romulus und Remus gewesen sein.
Romulus Augustulus war der letzte west-römische Kaiser (475–476). Er wurde von dem ostgermanischen Söldnerführer Odoaker abgesetzt, womit das Weströmische Reich sein Ende fand.
„Romulus“ und „Remus“ wurden im Jahr 2005 zwei Satelliten des Asteroiden (87) Sylvia (der seinerseits seinen Namen nach der mythischen Mutter des Brüderpaares hat) benannt.
In der Sci-Fi-Saga Star Trek gibt es die zwei Nachbarplaneten Romulus und Remus, die Heimat der Romulaner und der von ihnen beherrschten Remaner.
Die Sage wurde mehrfach verfilmt, namentlich 1961 als Romulus und Remus und 2018 in altitalischer Sprache (einer frühen Form des Lateinischen) als Romulus & Remus: The First King.